# ND Beltinci
Nogometno Društvo Beltinci – słoweński klub piłkarski, założony w 2007 roku po rozpadzie NK Beltinci, w mieście Beltinci.

## Sukcesy
- regionalna liga słoweńska w piłce nożnej (IV):

mistrzostwo (1): 2011-12